# USS New Mexico (BB-40)
O USS New Mexico foi um couraçado operado pela Marinha dos Estados Unidos e a primeira embarcação da Classe New Mexico, seguido pelo USS Mississippi e USS Idaho. Sua construção começou em meados de outubro de 1915 no Estaleiro Naval de Nova Iorque no Brooklyn e foi lançado ao mar no meio de abril de 1917, sendo comissionado na frota norte-americana no final de maio do ano seguinte. Era armado com uma bateria principal composta por doze canhões de 356 milímetros montados em quatro torres de artilharia triplas, tinha um deslocamento carregado de pouco de 33,5 mil toneladas e meia e conseguia alcançar uma velocidade máxima de 21 nós (39 quilômetros por hora).
A primeira atividade do New Mexico ao entrar em serviço foi escoltar o presidente Woodrow Wilson até a França em janeiro de 1919 para a Conferência de Paz de Paris. O couraçado foi transferido para a Frota do Pacífico no mesmo ano e pelas duas décadas seguintes a embarcação teve uma carreira relativamente tranquila, ocupando-se principalmente de treinamentos e exercícios de rotina e também visitas diplomáticas a portos da América do Sul, sendo modernizado no início da década de 1930. Com o início da Segunda Guerra Mundial em 1939 o navio voltou para a Frota do Atlântico, realizando patrulhas de neutralidade ao longo do litoral da Costa Leste e escoltando comboios mercantes.
O New Mexico foi transferido de volta para a Frota do Pacífico após o Ataque a Pearl Harbor no final de 1941, inicialmente escoltando comboios para Fiji e patrulhando a região sul do Oceano Pacífico. Depois disso a embarcação envolveu-se em diversas ações durante as Campanhas das Ilhas Aleutas, Ilhas Gilbert e Marshall, Ilhas Mariana e Palau, Filipinas e Ilhas Vulcano e Ryūkyū, incluindo nas Batalhas de Leyte, Saipan, Tinian e Okinawa. Seus principais deveres foram de bombardeio e suporte de artilharia para tropas em terra. A guerra terminou em meados de 1945 e o couraçado voltou para casa pouco depois, sendo descomissionado em julho de 1946 e em seguida desmontado entre 1947 e 1948.

## Caracaterísticas
O New Mexico tinha 190,2 metros de comprimento de fora a fora, boca de 29,69 metros e calado de 9,1 metros, enquanto seu deslocamento carregado chegava até 33 530 toneladas. Seu sistema de propulsão era composto por nove caldeiras Babcock & Wilcox a óleo combustível que alimentavam quatro turbinas a vapor General Electric equipados com quatro motores elétricos. Este sistema tinha uma potência indicada de 27 880 cavalos-vapor (20,5 mil quilowatts) para uma velocidade máxima de 21 nós (39 quilômetros por hora). Sua autonomia era de oito mil milhas náuticas (quinze mil quilômetros) a uma velocidade de dez nós (dezenove quilômetros por hora). Foi construído com dois mastros de treliça com gáveas no topo. Sua tripulação era inicialmente formada por 1 084 oficiais e marinheiros.
O armamento principal do New Mexico consistia em doze canhões Marco IV calibre 50 de 356 milímetros montados em quatro torres de artilharia triplas na linha central da embarcação, duas sobrepostas à vante da superestrutura e duas sobrepostas à ré. Diferentemente de torres triplas instaladas em couraçados norte-americanos anteriores, estas permitiam que cada canhão se elevasse independentemente. A bateria secundária tinha catorze canhões calibre 51 de 127 milímetros montados em casamatas individuais aglomeradas na superestrutura à meia-nau. Também haviam quatro canhões antiaéreos calibre 50 de 76 milímetros e dois tubos de torpedo submersos de 533 milímetros, um em cada lateral. O cinturão principal de blindagem tinha uma espessura de 203 a 343 milímetros, enquanto o convés blindado tinha até 89 milímetros. As torres de artilharia eram protegidas por uma blindagem de 127 a 457 milímetros e ficavam em cima de barbetas de 330 milímetros. A torre de comando tinha laterais de 406 milímetros.

## História

### Tempos de paz

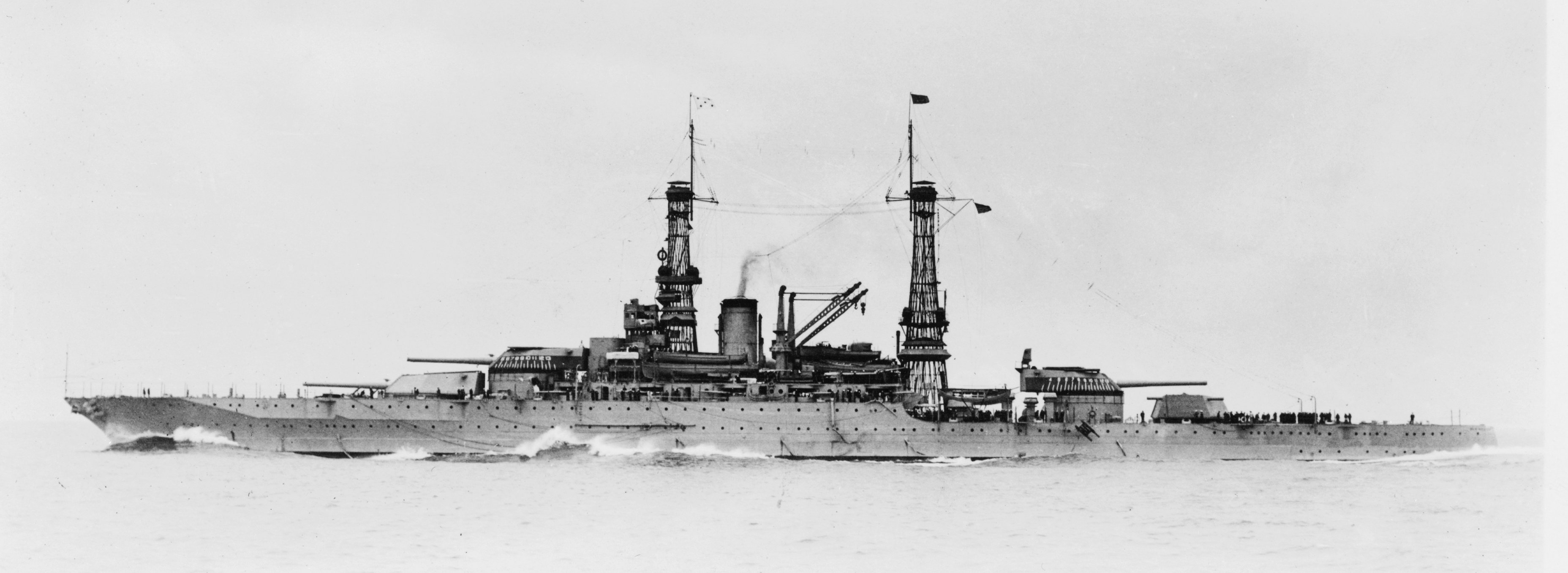
O New Mexico em 1920

O batimento de quilha do New Mexico ocorreu em 14 de outubro de 1915 no Estaleiro Naval de Nova Iorque e foi lançado ao mar em 13 de abril de 1917, sendo comissionado na frota norte-americana em 20 de maio de 1918. Seu primeiro oficial comandante foi o capitão Ashley Herman Robertson. Iniciou em seguida seus testes marítimos e cruzeiro de testes, sendo então designado formalmente para a Frota do Atlântico. Foi transferido para Boston, na Pensilvânia, em setembro. Esteve presente em 26 de dezembro durante uma revista naval em Nova Iorque, enquanto em 15 de janeiro de 1919 partiu para a França escoltando o transatlântico SS George Washington, que levava o presidente Woodrow Wilson para a Conferência de Paz de Paris. O New Mexico encontrou no caminho de volta em 22 de fevereiro uma escuna naufragando, resgatando sua tripulação e então usando a embarcação como alvo de tiro para treinar sua bateria secundária. Voltou para Nova Iorque no dia 27 e em meados de julho foi para a Virgínia. Tornou-se em 16 de julho a capitânia da Frota do Pacífico. Partiu para a Califórnia três dias depois, atravessando o Canal do Panamá e chegando em Los Angeles em 9 de agosto. Dois de seus canhões de 127 milímetros foram removidos em 1922.
Os doze anos seguintes consistiram principalmente em exercícios e manobras de treinamento no Oceano Pacífico e no Mar do Caribe envolvendo tanto a Frota do Pacífico quanto a Frota do Atlântico. Também participou de vários cruzeiros para países da América do Sul e foi usado nos desenvolvimentos iniciais de controladores PID, usado na direção de navios. O New Mexico passou por uma modernização no Estaleiro Naval da Filadélfia entre março de 1931 e janeiro de 1933. A reforma incluiu a substituição de sua transmissão turbo-elétrica por uma convencional de turbinas a vapor produzidas pela Curtis e a remoção de suas armas de 76 milímetros em favor de oito canhões antiaéreos calibre 25 de 127 milímetros. Voltou para a Frota do Pacífico depois disso e retomou sua rotina de treinamentos e desenvolvimento de operações táticas. Foi para o Alasca em 1937 junto com vários outros navios com o objetivo de ajudar a Marinha dos Estados Unidos a avaliar suas capacidades de combate em condições subárticas.

### Segunda Guerra Mundial

#### Escoltas e patrulhas

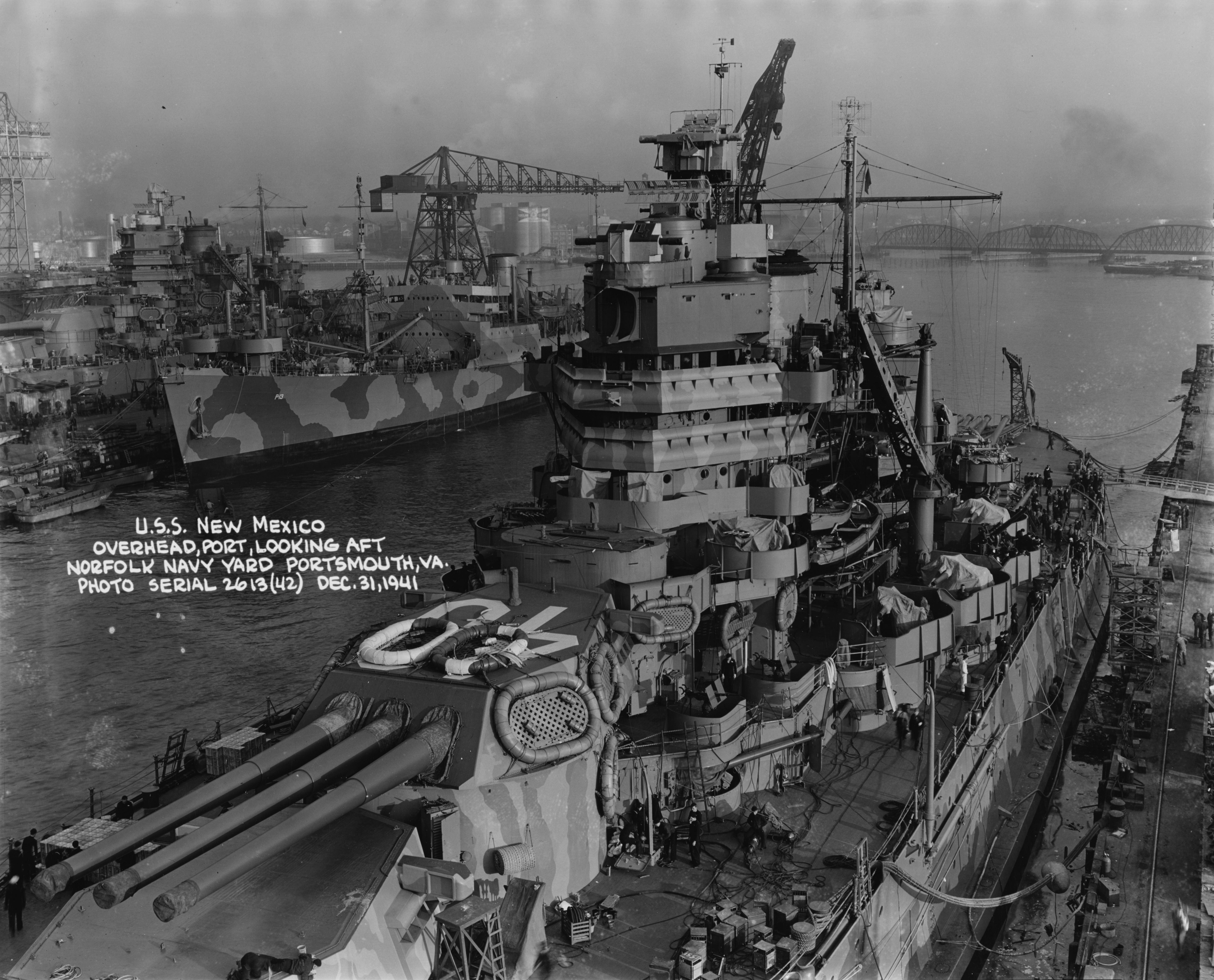
O New Mexico no Estaleiro Naval de Norfolk em 31 de dezembro de 1941; atrás está o transporte USS George F. Elliott

O New Mexico ficou baseado em Pearl Harbor no Havaí entre 6 de dezembro de 1940 e 20 de maio de 1941 à medida que a perspectiva da entrada dos Estados Unidos na Segunda Guerra Mundial crescia. Em seguida voltou para a Frota do Atlântico em Norfolk, na Virgínia, em 16 de junho, participando de patrulhas de neutralidade na Costa Leste. Também envolveu-se na escolta de comboios em turnos de sete a catorze dias junto com contratorpedeiros. Em 10 de dezembro, enquanto navegava por Hampton Roads a fim de retornar ao Pacífico depois do Ataque a Pearl Harbor, o couraçado colidiu acidentalmente e afundou o cargueiro SS Oregon próximo do navio-farol de Nantucket, do lado de fora do porto de Boston. Chegou no Canal do Panamá em 17 de janeiro de 1942.
Passou por reformas a partir de maio de 1942 no Estaleiro Naval de Puget Sound, em Washington, em que sua bateria secundária de doze canhões de 127 milímetros foi reduzida para seis ou oito, abrindo espaço para mais armas antiaéreas. As reformas terminaram em 1º de agosto e o New Mexico seguiu para o Havaí. Ele escoltou comboios para Fiji de 6 de dezembro de 1942 até 22 de março de 1943, em seguida patrulhou o sul do Pacífico até retornar para Pearl Harbor com o objetivo de se preparar para a Campanha das Ilhas Aleutas. Realizou treinamentos e foi para a ilha Adak em 17 de maio, que serviria de base para um ataque contra a ilha Attu. O navio participou em 21 de julho de um bombardeio contra Kiska, com os japoneses evacuando a ilha uma semana depois.
O New Mexico passou por mais algumas reformas no Estaleiro Naval de Puget Sound depois do fim da Campanha das Ilhas Aleutas. Voltou para Pearl Harbor em 25 de outubro a fim de treinar e se preparar para a Campanha das Ilhas Gilbert e Marshall. Bombardeou o Atol Makin em 20 de novembro durante a campanha, sendo também encarregado de escoltar navios de transporte de tropas durante a noite quando recuavam das ilhas, proporcionando defesa antiaérea para o desembarque de tropas e suprimentos e protegendo os porta-aviões da frota. O navio voltou para Pearl Harbor em 5 de dezembro depois das Ilhas Gilbert terem sido tomadas pelos Estados Unidos.

#### Bombardeios litorâneos

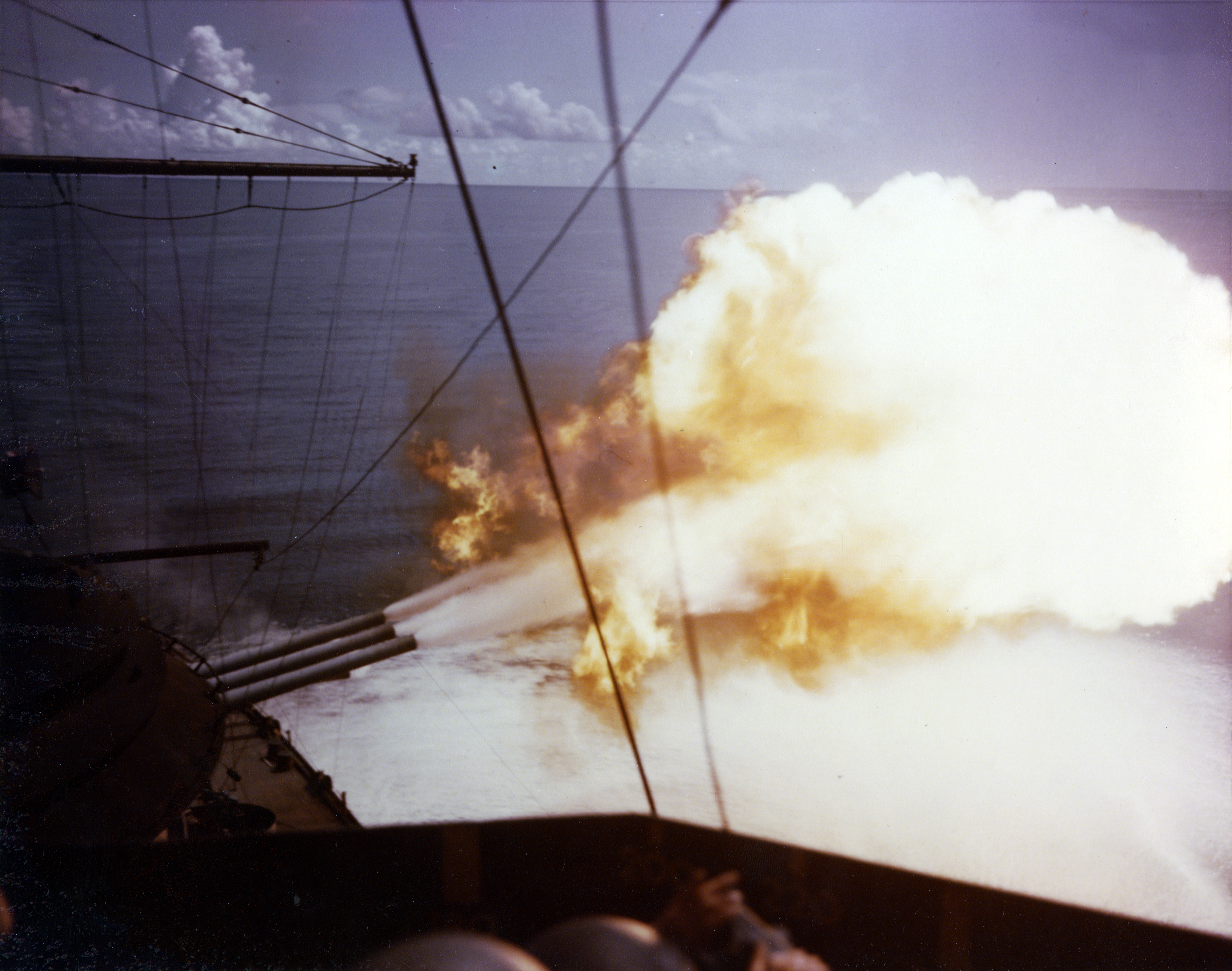
O New Mexico disparando seus canhões durante o bombardeio de Guam

O couraçado fez parte da força de invasão das Ilhas Marshall a partir de 12 de janeiro de 1944. Ele bombardeou Kwajalein e Ebeye entre 31 de janeiro e 1º de fevereiro, recuando então para Majuro a fim de reabastecer munição e suprimentos. Bombardeou o Atol Wotje em 20 de fevereiro e pelo mês seguinte também bombardeou Nova Irlanda e Kavieng. Depois disso navegou para as Ilhas Salomão com o objetivo de treinar para a Campanha das Ilhas Marianas e Palau, parando no caminho em Sydney, na Austrália.
O New Mexico bombardeou de Tiniã em meados de junho, em seguida bombardeando Saipã e Guam. Ajudou a repelir dois ataques aéreos japoneses em 18 de junho, enquanto dois dias depois escoltou um comboio de tropas para longe das Ilhas Marianas. Enquanto isso, a força de porta-aviões norte-americanos alcançou uma enorme vitória sobre os porta-aviões japoneses na Batalha do Mar das Filipinas. Depois disso o navio escoltou navios de transporte para a base em Enewetak. Deu escolta para porta-aviões de escolta entre 9 e 12 de julho. Retornou no dia 21 para bombardear Guam novamente, continuando a atacar a ilha até 30 de julho.
A embarcação então navegou de volta para o Estaleiro Naval de Puget Sound a fim de passar por manutenção e reformas, que ocorreram entre outubro e novembro. Depois disso foi para o Golfo de Leyte nas Filipinas a fim de escoltar comboios com reforços e suprimentos. Teve que lidar com ataques aéreos, pois os japoneses montaram uma grande resistência contra a invasão norte-americana das Filipinas. O New Mexico deixou o Golfo de Leyte em 2 de dezembro e foi para Palau, onde se juntou a um comboio que seguia para invadir a ilha de Mindoro. Proporcionou artilharia antiaérea para o comboio e também disparos de cobertura para a força de invasão. O navio permaneceu dando cobertura para forças em terra por mais dois dias, retornando para Palau.

#### Últimas ações

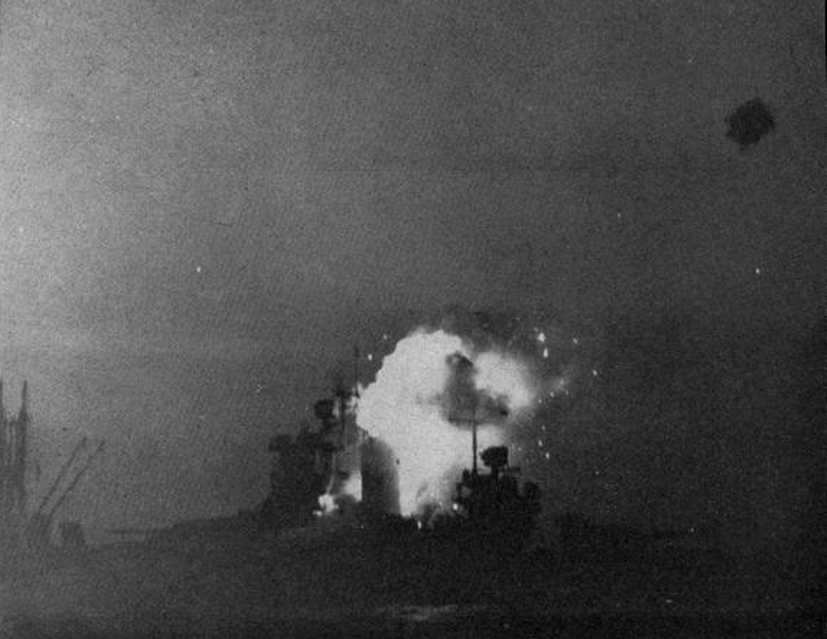
O New Mexico sendo atingido por um kamikaze em 12 de maio de 1945

O New Mexico em seguida se envolveu na libertação de Lução. Participou em 6 de janeiro do bombardeio pré-invasão do Golfo de Lingayen, durante o qual ficou sob o ataque de kamikazes, com um acertando sua ponte de comando. Trinta pessoas morreram, incluindo seu oficial comandante capitão Robert Walton Fleming e o tenente-general Herbert Lumsden, o representante britânico junto ao general de exército Douglas MacArthur. Lumsden foi o oficial mais graduado do Exército Britânico a ser morto na guerra. Mais 87 outros tripulantes ficaram feridos. O almirante sir Bruce Fraser, o comandante da Frota Britânica do Pacífico, também quase foi morto no ataque. Seus canhões permaneceram operantes e a tripulação realizou reparos enquanto as tropas de invasão desembarcavam.
Reparos mais amplos foram realizados no Estaleiro Naval de Pearl Harbor, depois do qual o couraçado foi para Ulithi, onde foi designado para o grupo de suporte de artilharia para a invasão de Okinawa. Abriu fogo contra a ilha em 26 de março, passando o restante do mês seguinte dando apoio para as tropas em terra. O navio destruiu oito lanchas suicidas da Classe Shin'yō em 11 de maio.
No dia seguinte, o New Mexico foi alvo de dois kamikazes enquanto se aproximava de seu ancoradouro em Hagushi, depois do pôr do sol. Um acertou o navio diretamente e o outro acertou sua bomba. Um incêndio foi iniciado, 54 tripulantes foram mortos e outros 119 ficaram feridos. Equipes de controle de danos agiram rápido e o fogo foi extinguido em meia-hora. O couraçado foi para passar por reparos em Leyte em 28 de maio, depois disso fez treinamentos para a planejada invasão do Japão. A guerra terminou em 15 de agosto e no dia seguinte o New Mexico foi para Okinawa se juntar à força de ocupação. Entrou na Baía de Sagami no dia 27 para ajudar na ocupação do campo de pouso de Atsugi. O navio então foi para a Baía de Tóquio e testemunhou a rendição do Japão em 2 de setembro. Deixou o Japão quatro dias depois para voltar para casa, parando no caminho em Okinawa e Havaí, chegando em Boston em 17 de outubro.

### Pós-guerra
O New Mexico foi descomissionado em 19 de julho de 1946 e descartado em 25 de fevereiro de 1947, sendo vendido para desmontagem em 9 de novembro para a Lipsett por 381,6 mil dólares. A empresa planejou desmontá-lo em Newark, em Nova Jérsei, pois a proximidade com as ferrovias da cidade criavam o local ideal para desmontar o navio e despachar o aço. O couraçado deixou Boston em novembro sendo puxado por dois rebocadores. Tempo ruim próximo de Nova Iorque no dia 12 forçaram os rebocadores a cortarem os cabos de reboque. As luzes a bordo do New Mexico foram mantidas acesas com três tripulantes, porém os rebocadores perderam o navio de vista. A embarcação ficou à deriva até ser avistada por uma aeronave da Guarda Costeira no dia seguinte. Os rebocadores estabeleceram novos cabos e prosseguiram com o reboque.
Enquanto isso, autoridades de Newark decidiram que não queriam mais navios sendo desmontados em sua orla, pois um plano de embelezamento estava sendo implementado. Desta forma, a cidade declarou que quaisquer tentativas de trazer o New Mexico seriam bloqueadas. Dois barcos bombeiros, o Michael P. Duffy e o William T. Brennan, foram enviados para usar mangueiras e agentes químicos com o objetivo de parar a Lipsett. A empresa, em resposta, organizou uma força própria de quatro rebocadores, com a Guarda Costeira declarando que garantiria a passagem do New Mexico caso houvesse uma permissão legal. Este confronto foi chamado pela imprensa de "Batalha da Baía de Newark", com a Câmara de Comércio de Santa Fé, a capital do Novo México, anunciando que protestaria o "insulto" do nome do estado pela cidade de Newark.
O Departamento da Marinha enviou o subsecretário W. John Kenney para negociar enquanto o New Mexico esperava as condições ideais de maré para entrar em Newark. Ele conseguiu após várias sessões um acordo entre a cidade e a Lipsett. Newark permitiu que o navio e os couraçados USS Wyoming e USS Idaho fossem desmontados, mas sem instalações de desmontagem permanentes. A empresa teve nove meses para desmontar os três ao risco de ter de pagar mil dólares por dia depois do fim do prazo.